# Verónica Schmidt
Verónica Soledad Schmidt Baccola (4 de octubre de 1978) es una periodista y presentadora de noticias chilena, con un exitoso paso previo por los departamentos de prensa de TVN, Chilevisión y CNN Chile. Actualmente conduce Pauta final de Radio Pauta.

## Carrera profesional
Schmidt estudió periodismo en la Universidad Diego Portales entre 1997 y 2001.
En diciembre de 2000 ingresó a realizar su práctica profesional al departamento de prensa de Televisión Nacional de Chile, canal en el que después que desempeñó con éxito como reportera hasta octubre de 2002, cuando pasó a formar parte del equipo de prensa del noticiero matinal de Chilevisión, donde además de reportear, condujo los noticieros de fin de semana. 
En 2005, Schmidt regresó al TVN para trabajar en el noticiero matinal. Allí condujo el estudio virtual para las elecciones presidenciales del 2005 y realizó reemplazos en los noticieros de fin de semana y de trasnoche. 
Paralelamente, en 2006 comenzó a trabajar en Radio Infinita, debutando en la radio en su noticiero de tarde. Ese mismo año fue una de las enviadas especiales al mundial de fútbol de Alemania.
Tras pasar 11 de sus 19 años de carrera en CNN Chile, deja el canal en diciembre de 2019.
Desde el comienzo de Radio Pauta en 2018, conduce Pauta final junto al periodista Sebastián Aguirre.